# Walter Friedrich Haberlandt
Walter Friedrich Haberlandt (* 21. Februar 1921 in Mühlau bei Innsbruck; † 28. Dezember 2012) war Humangenetiker, Neurologe und Psychiater und einer der ersten Universitätsprofessoren für das Fach Klinische Genetik in Deutschland.

## Herkunft und Jugend
Walter Friedrich Haberlandt war der Sohn von Ludwig Haberlandt, dem Pionier der hormonalen Empfängnisverhütung und Risa Haberlandt, geborene Brem. Sein Großvater Gottlieb Haberlandt war der Begründer der physiologischen Pflanzenanatomie. Sein Urgroßvater Friedrich Haberlandt war ein österreichischer Agrarwissenschaftler mit Lehr- und Forschungsschwerpunkt Pflanzenbau. Walter Friedrich Haberlandt hatte zwei ältere Geschwister, Hermann (1915–1958) und Hilde (1918–1998).
Haberlandt besuchte von 1927 bis 1939 die Volksschule und das Akademische Gymnasium Innsbruck. Er war seit 1964 verheiratet mit Jutta, geborene Solarek. Aus der Ehe gingen vier Kinder hervor.

## Beruflicher Werdegang
Haberlandt studierte von 1939 bis 1945 Humanmedizin an der Leopold-Franzens-Universität Innsbruck. 1945 wurde er in Innsbruck zum Dr. med promoviert. Von 1945 bis 1950 absolvierte er die Ausbildung zum Facharzt für Neurologie-Psychiatrie. 1950 übernahm Haberlandt die Leitung der Psychotherapeutischen Ambulanz an der Universitätsklinik Innsbruck. Ein Auslandsaufenthalt von 1953 bis 1955 führte ihn an die Columbia-Universität in New York zu Franz Josef Kallmann, der dort im Psychiatric Institute des Departments of Psychiatric Genetics mit dem Schwerpunkt genetisch methodische Projekte der Zwillings-, Familien- und Bevölkerungsanalyse forschte.
Von 1956 bis 1959 war er wissenschaftlicher Assistent am Institut für Humangenetik der Universität Münster bei Otmar von Verschuer mit den  Schwerpunkten Genetik Neurologisch-psychiatrischer Erkrankungen. 1959 habilitierte er sich für Humangenetik an der Universität Münster „Klinisch-genetische Untersuchung der amyotrophische Lateralsklerose“. 1960 bis 1962 war er Mitarbeiter an der Düsseldorfer Universitätsklinik für Psychiatrie bei Friedrich Panse mit genetischen Forschungsschwerpunkten (Chorea Huntington). 1963 war er Assistent am Institut für Anthropologie und Humangenetik bei Wilhelm Gieseler an der Universität Tübingen. 1964 wurde er zum Dozenten ernannt, 1966 wurde er apl. Professor. 1966 erhielt er am 18. Juli die Genehmigung einer eigenen Abteilung mit Lehrstuhl für klinische Genetik am Institut für Anthropologie und Humangenetik an der Universität Tübingen durch das Ministerium in Stuttgart (vermutlich zu dieser Zeit die erste ihrer Art in Deutschland). Am 16. Juli 1968 wurde er auf diese Positionen in Tübingen berufen.

## Arbeitsschwerpunkte
Aufbau eines cytogenetischen Labors und einer Ambulanz für genetische Beratung und Pränataldiagnostik. Bearbeitung einer Reihe genetischer Erkrankungen, insbesondere aus dem Gebiet der Psychiatrie und Neurologie. Ab 1971 Partner im Sonderforschungsbereich „Anomalien der Geschlechtschromosomen“, Universität Tübingen.
112 wissenschaftliche Publikationen, wie zu der Zeit üblich meist in Einzelautorenschaft, darunter seine große Monographie „Amyotrophische Lateralsklerose“ im Gustav Fischer Verlag Stuttgart sind aus dieser Zeit dokumentiert. Darüber hinaus verzeichnet das Archiv 17 von Haberlandt betreute Dissertationen sowohl aus der medizinischen wie aus der biologischen Fakultät.
1986 trat er in den Ruhestand. Dieser Ruhestand war überschattet von einer schweren Last von Ereignissen, die einer breiten Öffentlichkeit durch die Presse bekannt wurden als „der Tübinger Fall“: Eine lege artis durchgeführte genetische Beratung eines seiner Mitarbeiter (für den er natürlicherweise die Verantwortung trug) aus dem Jahre 1983, die 1984 von einem anderen humangenetischen Universitätsinstitut bestätigt worden war, hat in den Jahren von 1989 bis 2000 mit mehreren widersprüchlichen und sich widersprechenden Auffassungen einer Vielzahl von Richtern bis zum Bundesverfassungsgericht (1 BvR 307/94) zu einer juristischen Kaskade geführt, die das grundsätzliche Ausmaß der Bedeutung der ärztlichen Anwendung des ständig wachsenden genetischen Wissens und seine unterschiedlichen Interpretationsmöglichkeiten in juristischen und anderen nicht-ärztlichen Kreisen zum ersten Mal in dieser Deutlichkeit gezeigt hat. Die ausgedehnten öffentlichen und fachlichen Diskussionen, die sich in diesem Zusammenhang, bis in die Gegenwart auch noch am Bundesverfassungsgericht, entwickelten, waren im Rückblick dienlich für die ganze deutsche Humangenetik.

## Schriften (Auswahl)
- Soziologische Beobachtungen und eugenische Überlegungen im Rahmen erbstatistischer Untersuchungen. In: Hans Freyer, Helmut Klages und Hans Georg Rasch (Hg.): Actes du XVIIIe Congrès International de Sociologie. Nuremberg, 10-17 septembre 1958. Institut International de Sociologie. 4 Bände. Meisenheim am Glan: Anton Hain 1961, S. 159–167